# 667
667 (DCLXVII) fue un año común comenzado en viernes del calendario juliano, en vigor en aquella fecha.

## Acontecimientos
- La ciudad de Oderzo, en la actual Italia, es destruida por los lombardos.
- Guerra árabe-bizantina: el califa Muawiya ibn Abi Sufyán lanza una serie de ataques contra las posesiones bizantinas en África, Sicilia y Oriente.